# Friedhofskirche St. Michael (Straubing)
Koordinaten: 48° 52′ 38,7″ N, 12° 35′ 12,7″ O
Die Friedhofskirche St. Michael ist eine abgegangene katholische Filialkirche in der Stadt Straubing.
Die untertägigen mittelalterlichen und frühneuzeitlichen Befunde im Bereich der abgegangenen Kirche sind ein geschütztes Bodendenkmal (D-2-7141-0375).

## Geschichte

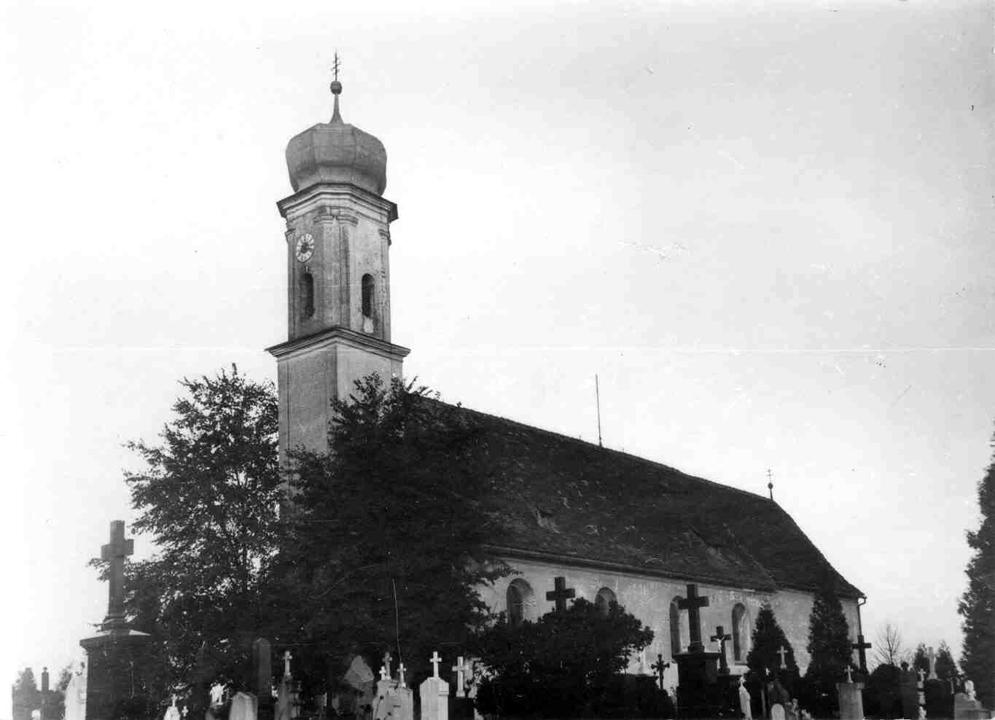
Friedhofskirche St. Michael – um 1925

Die erste urkundliche Erwähnung der Kirche erfolgt 1375. Seit dem Mittelalter ist der Friedhof um die Kirche die Begräbnisstätte von Armen und Soldaten, der Bürgerfriedhof liegt um St. Peter. 1875 wurde der Michaelsfriedhof Zentralfriedhof der Stadt Straubing. Der weitgehende Kirchenneubau von 1714 wurde bei einem amerikanischen Luftangriff am 18. April 1945 mittags, der den nahegelegenen Gleisanlagen des Bahnhofs Straubing galt, zerstört.
Das Patronat der Kirche wurde auf die 1956 fertiggestellte Kirche in der Pointstraße übertragen.

## Baubeschreibung
Der Bau von 1714 im Straubinger Friedhof war ein einfacher einschiffiger Barockbau mit Westturm und nicht eingezogenem Chor. Er bezog vom Vorgängerbau den gotischen Chor und romanisches Mauerwerk im Langhaus mit ein. Die Deckengemälde stammten von 1757.